# Ludwigshafen am Rhein
Ludwigshafen am Rhein là một thành phố thuộc tiểu bang Rheinland-Pfalz trong nước Đức và là thành phố lớn thứ nhì của Vùng đô thị Rhein-Neckar sau Mannheim. Ludwigshafen nằm trên bờ trái sông Rhein, đối diện với thành phố Mannheim nơi đặt trụ sở của tập đoàn công nghiệp hóa học BASF.
Các thành phố lớn gần đó là Heidelberg (khoảng 25 km về phía đông-nam), Karlsruhe (khoảng 50 km về phía nam) và Mainz (khoảng 60 km về phía bắc).
Dân số thành phố vượt ngưỡng 100.000 người vào năm 1925 và qua đấy đã trở thành một thành phố lớn chỉ trong vòng một thế kỷ tính từ khi được thành lập vào năm 1853.